# Dentex
Dentex là một chi cá trong Họ Cá tráp (Sparidae). Chi này gồm có 10 loài được công nhận trong đó loài đặc trung của chi này là Dentex dentex (Dentex thông thường) sống ở Địa Trung Hải, Biển Đen, Đại Tây Dương, Anh và phân bố ở một số vùng của châu Phi, chúng sống ở các rặng đá sâu cách biển 200m là loài cá săn mồi. Cá bột có màu xanh nâu trong khi cá trưởng thành thì có màu xanh xám.

## Các loài
- - Dentex angolensis (Poll & Maul, 1953)
  - Dentex barnardi (Cadenat, 1970)
  - Dentex canariensis (Steindachner, 1881)
  - Dentex congoensis (Poll, 1954)
  - Dentex dentex (Linnaeus, 1758)
  - Dentex fourmanoiri (Akazaki & Séret, 1999)
  - Dentex gibbosus (Rafinesque, 1810)
  - Dentex macrophthalmus (Bloch, 1791)
  - Dentex maroccanus (Valenciennes, 1830)
  - Dentex tumifrons (Temminck & Schlegel, 1843)